# Pantaleimon (Band)
Pantaleimon ist eine englische Musikgruppe um Sängerin und Multiinstrumentalistin Andria Degens.

## Stil und musikalische Entwicklung
Aufgrund der traditionellen, akustischen Instrumentierung (u. a. Dulcimer, Mandoline, Bouzouki) wird die Musik der Band oft diversen alternativen Folk-Genres zugerechnet, eine Kategorisierung, die allerdings durch die elektronische Seite (Drone-Elemente, häufiger Harmonium-Einsatz) konsequent unterlaufen wird. Degens nimmt viele Stücke allein auf, wird aber gelegentlich von Gastmusikern unterstützt, zu nennen sind u. a. Isobel Campbell (ex-Belle and Sebastian und The Gentle Waves) und Baby Dee.
Pantaleimons Musik wird gerne als fragil und melancholisch beschrieben. Der erste Longplayer „Trees Hold Time“ erschien 1999 bei Durtro, zunächst gefolgt von kleineren Veröffentlichungen und zuletzt der aktuellen CD „Mercy Oceans“. 2008 erschien mit „Heart of the Sun“ eine Remix-Version dieses Albums, auf der Bearbeitungen von Andrew W. K., Andrew Liles, Stephen O’Malley (Sunn O)))), Cosey Fanny Tutti (Chris & Cosey) und anderen zu hören sind. Pantaleimon steuerten Musik zu einer Kunstausstellung von Susan Strenger (auch Mitglied bei Band of Susans) bei, ebenso zu einigen Alben von Current 93, der Band von Degens’ Mann David Tibet und zum Soundtrack des amerikanischen Films „Wild Tigers I Have Known“, dessen Regisseur Cam Archer auch den Videoclip zum Pantaleimon-Song „We Love“ drehte.

## Diskografie

### Singles und EPs
- Change My World (2003, PanDurtro)
- Under the Water (Single, 2006, Blue Sanct INRI)
- Cloudburst (2007, Durtro Jnana)
- Tall Trees (2008, Abaton Books Company)
- If I (Was) (2013, Grass Girl Music)
- Ember (2013, Grass Girl Music)
- The Conversation (2023, Grass Girl Music)
- To The In Between (2023, Grass Girl Music)
- And Then There Was You (2024, Grass Girl Music)

### Alben
- Trees Hold Time (1999, Durtro; 2000, Streamline)
- Peeling Oranges Into Flowers/Cloudburst Book (2006, Durtro Jnana)
- Mercy Oceans (2007, Durtro Jnana)
- Heart of the Sun (2008 Durtro Jnana) – Remix-Album of Mercy Oceans
- Live in Barcelona feat. James Blackshaw (2009, Grass Girl Music)
- The Butterfly Ate The Pearl (2013, Grass Girl Music)
- Up With The Moon (2024, Grass Girl Music)